# Kapellbrücke
Kapellbrücke (en español, puente de la capilla) es un puente que atraviesa el río Reuss en la ciudad de Lucerna (Suiza). Llamado así por la cercana iglesia de San Pedro, el puente alberga una serie de pinturas en el interior que datan del siglo XVII, aunque muchas de ellas se perdieron durante un incendio en 1993. Posteriormente restaurado, es el puente de madera cubierto más antiguo de Europa y uno de los puentes en celosía más antiguos del mundo. Es una de las mayores atracciones turísticas de la ciudad helvética y, después del monte Cervino, es uno de los lugares más fotografiados por los turistas en Suiza.
El puente de la capilla de Lucerna fue retratado en el Modo Foto de Gran Turismo 5

## Historia

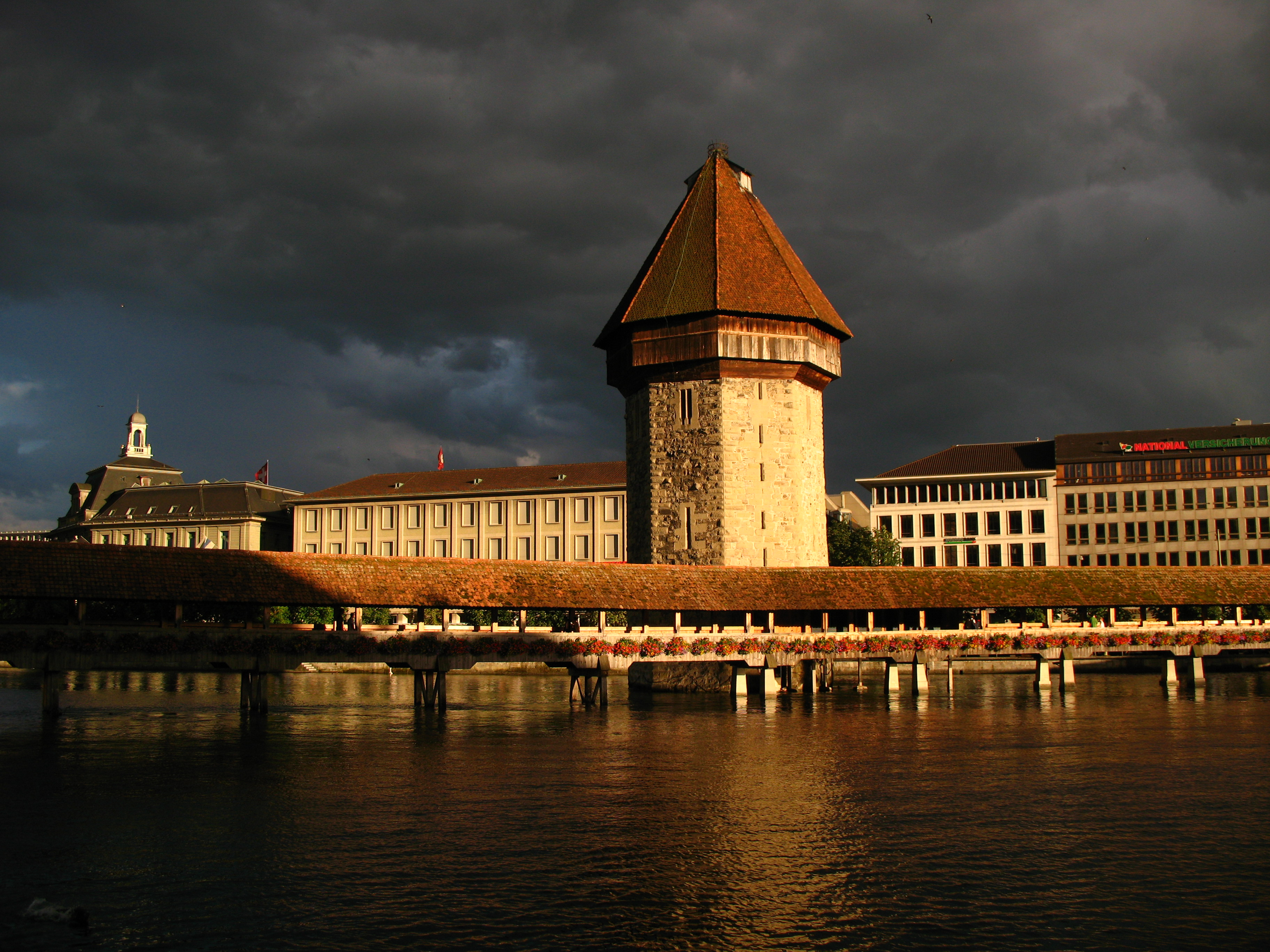
Vista del puente de la Capilla.

En el medio del puente se encuentra la Wasserturm (en español, torre de agua), una torre octogonal que se cree fue construida alrededor de 1300, unas tres décadas antes del puente. En el curso de su historia, la torre ha tenido diferentes usos: torre de vigilancia, archivo de la ciudad y cámara del tesoro, entre otros. Actualmente la torre alberga un local de venta de suvenires, así como el local de la sociedad de artillería de Lucerna.
El Kapellbrücke, que cruza el río Reuss, es el puente de madera más antiguo de Europa y el segundo más largo (204,70 metros). Fue construido en 1365 como parte de las fortificaciones de la ciudad y conecta la ciudad antigua con la nueva de Lucerna. 

### Incendios
El puente originalmente medía 270 metros de longitud pero sufrió un incendio que lo dañó severamente. En 1835, la parte dañada, de aproximadamente 75 metros, fue eliminada del puente gracias al relleno que se hizo de la orilla del río, por lo que su longitud actual son 204,7 metros. 
El 18 de agosto de 1993, el puente fue víctima de un incendio, causado por el fuego del motor procedente de una lancha ubicada en un embarcadero que por entonces se encontraba bajo esa zona del puente. El fuego destruyó una gran parte del mismo, además de 78 de las 111 pinturas. El puente fue reconstruido y restaurado, y el 14 de abril de 1994 fue reabierto al público tras un gasto de 3,4 millones de francos suizos.

## Pinturas

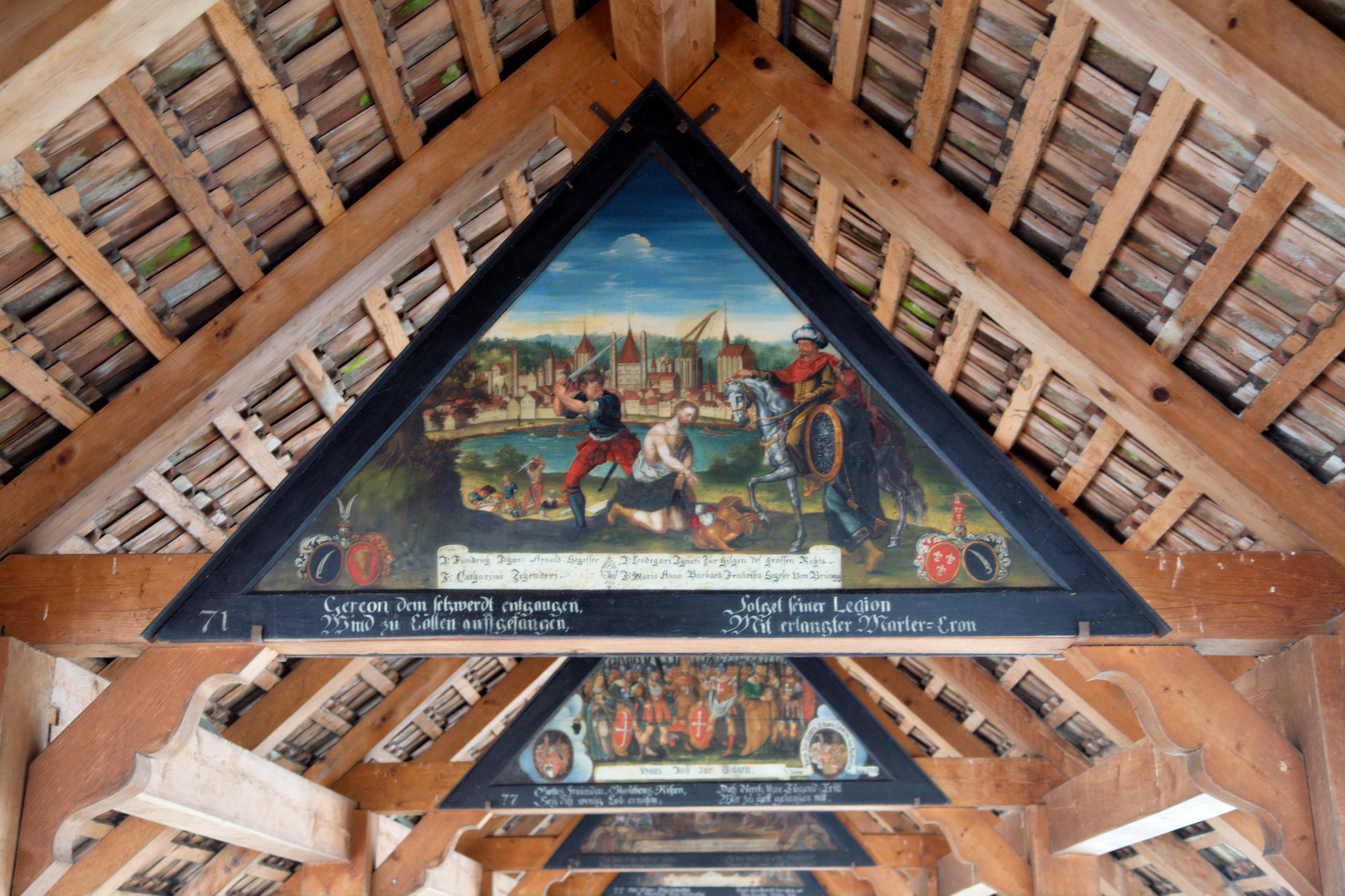
Una de las pinturas interiores restauradas.

Lucerna albergaba tres puentes peatonales de madera con pinturas interiores triangulares en su interior: el puente Hofbrücke, actualmente destruido, y el Kapellbrücke, ambos del siglo XIV, y el puente Spreuer del siglo XVI. Ningún otro puente de madera en Europa alberga estas características. Las pinturas, que datan del siglo XVII y fueron realizadas por el pintor católico local Hans Heinrich Wägmann, representan escenas de la historia de Lucerna. De las 158 pinturas originales, 147 existían antes del incendio de 1993; tras el desastre, solamente se recuperaron 47 pinturas, aunque únicamente 30 llegaron a ser totalmente restauradas.
Los paneles de madera varían desde los 150 hasta los 181 centímetros y la mayoría están realizados con madera de abeto, aunque también se ha hallado madera de tilo y de arce. Las pinturas se crearon durante la Contrarreforma, con escenas que ensalzaban a la Iglesia católica. Fueron patrocinadas por los miembros del ayuntamiento, quienes, con su aportación, podían mostrar su escudo de armas en ellas. Cada pintura tiene su descripción impresa debajo de cada escena, que van desde la vida y la muerte del patrón de Lucerna, San Leger, a las leyendas del otro patrón de la ciudad, San Mauricio.